# 劉瀨章
劉瀨章（1911年—1972年），棒球選手，背號六號，投手，右投右打。
1911年出生於日本，當時橫濱的華僑組織了一支棒球隊，並在1922年首次取得橫濱地區社會成棒賽冠軍。1930年，劉瀨章加入該隊擔任投手，為該隊取得第二次冠軍寶座。
1938年，日本職棒南海隊邀請其入隊，擔任投手職司。1940年，在前一年尚為球隊取得八勝的他成績下滑，出賽三十場卻只拿下兩勝，劉瀨章就此宣布退休。

## 棒球經歷
- 橫濱華僑棒球隊
- 日本法政大學
- 日本職棒南海隊(1938秋~1940年)

## 職棒成績
3年，64場，318.67局，被安打292支，被全壘打7支，奪三振64次，四死球182次，失分155分，責失99分，總計10勝22敗、16完投2完封，防禦率2.79。
- 劉瀨章在台灣棒球維基館上的頁面（繁體中文）